# Site archéologique de Mile
Pour les articles homonymes, voir Mile.
Le site archéologique de Mile se trouve en Bosnie-Herzégovine, sur le territoire du village d'Arnautovići et dans la municipalité de Visoko. Il abrite notamment les ruines de l'église médiévale du couronnement et de la sépulture des rois de Bosnie. Il est inscrit sur la liste des monuments nationaux de Bosnie-Herzégovine.

## Description

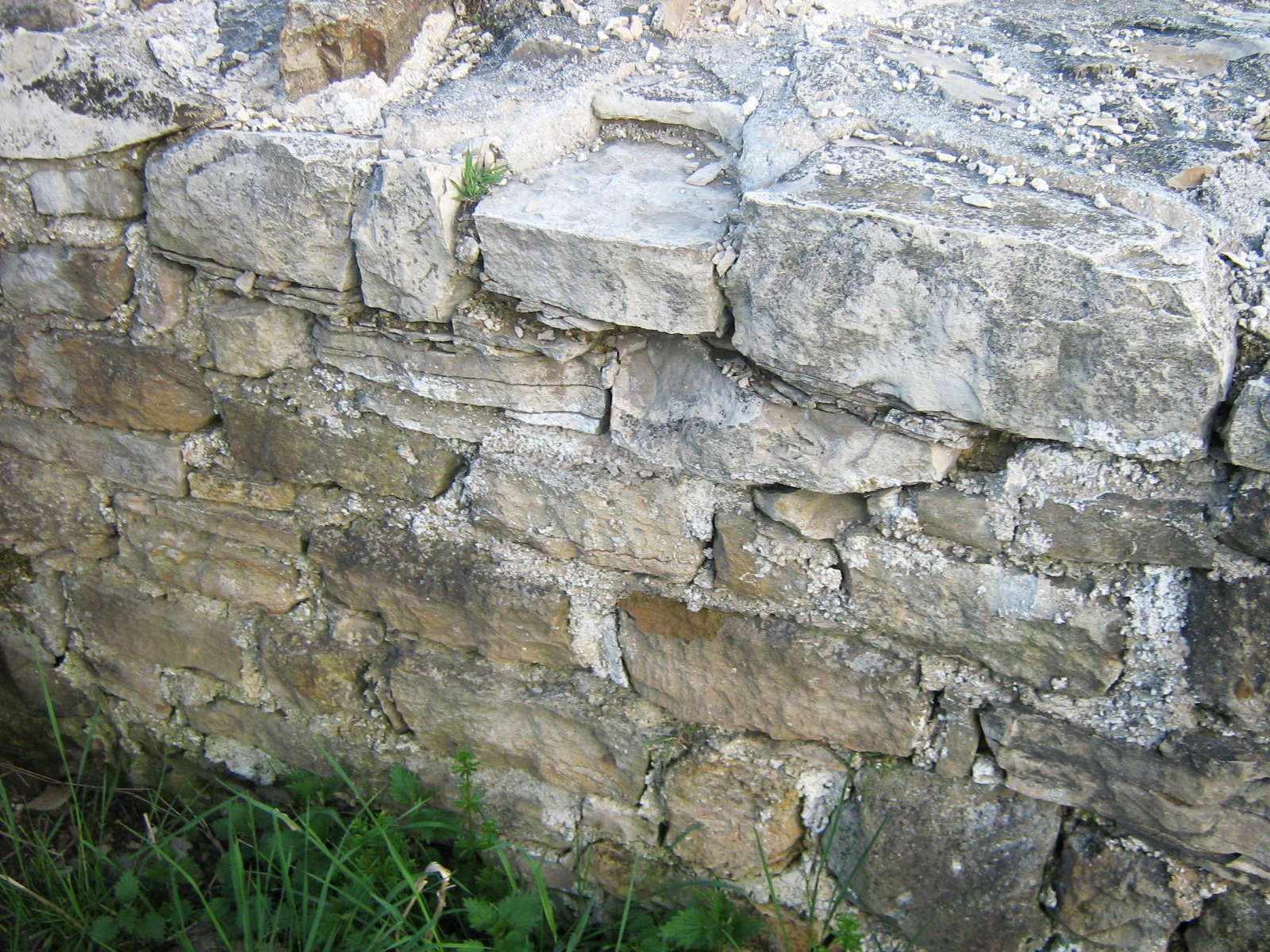
Détail